# 袁旭健
袁旭健，SBS，PDSM（1966年—），前任香港警務處副處長（行動），曾任刑事及保安處處長。

## 背景
袁旭健在1986年預科畢業後加入警隊，出任見習督察一職，主要駐守刑事部門，曾擔任有關刑事情報、嚴重罪案和三合會調查、商業罪案調查及制訂政策的各種不同刑事職務，袁旭健曾駐守商業罪案調查科、新界北總區重案組等。
在2001年3月，擔任東九龍總區反三合會行動組總督察的袁旭健曾指揮一個名為“流沙行動”的反三合會行動。警方派出臥底探員到九龍區一所中學喬裝學生，成功滲入黑社會組織收集情報。
2009年，袁旭健出任商業罪案調查科情報及支援組警司，破獲一個冒充「香港觀光旅遊局」的台灣騙徒集團。
袁旭健其後出任秀茂坪警區指揮官，並在2019年3月晉升為助理警務處長，接替何婉霞出任警務處助理處長（刑事）一職。在2020年10月，他晉升為高級助理警務處長，擔任刑事及保安處處長。
2021年8月，袁旭健獲委任為警務處副處長（行動），至2023年8月退休。
袁旭健持有法律學位及工商管理碩士學位。